# ドラマ (アルカラのアルバム)
『ドラマ』は、2012年7月25日に発売されたアルカラの5枚目のスタジオ・アルバム。

## 収録曲
全作詞・作曲：俺　編曲：俺たち
1. いびつな愛
2. 踊れやフリーダ
3. 不完全なキミ
リード曲。YouTubeにミュージック・ビデオが公開されている[2]。
4. YOKOHAMAから来た男
5. ダカラドオシタ
曲の一部をつかったショート動画がTikTokで人気を博しており、総再生回数が5600万回を越えている[3]。
6. 380
器楽曲。
7. 防御線の果て
8. ビデオテープ
「ビデオテープ」の演奏が終了し、しばらくたつとボーナス・トラックの「ボーイスカウト8つのおきて」が流れる。